# El contrabandista de Dios
El contrabandista de Dios, es un libro que cuenta la autobiografía de Andrew van der Bijl, conocido en el mundo hispano como el hermano Andrés. El libro fue publicado en su idioma original con el título de God's smuggler, es un bestseller internacional, desde su publicación en el año de 1967 se han vendido más de 10 millones de copias, en más de 35 idiomas.
El libro detalla sus infancia, los primeros años como cristiano y el viaje de evangelización del Hermano Andrés, su historia incluye peligrosos cruces de frontera manejando su vehículo Volkswagen Escarabajo mientras trasportaba contrabando de Biblias detrás del Telón de Acero, persecuciones de la KGB, y conmovedores encuentros con cristianos desesperados por obtener una copia de las Sagradas Escrituras.
Una adaptación del cómic de God's Smuggler fue publicado en 1972 por la editorial Spire Christian Comics.